# Kvännaren
Kvännaren är en långsmal sjö sydväst om Västervik i Västerviks kommun i Småland som ingår i Storån-Botorpsströmmens kustområde. Sjön är 5,5 meter djup, har en yta på 1,78 kvadratkilometer och befinner sig 7 meter över havet. Kvännaren är fyra kilometer lång och som bredast 800 meter. Sjön avvattnas av vattendraget Vassbäcksån.
Kvännaren kallas ibland, möjligen inkorrekt, för Kvännarsjön Sjön har gett namn till ett närbeläget villaområde.
Utanför samhället Jenny har Kvännaren sin enda ö, Klabben. Sedan finns även tre kobbar i sjön. På 1950-talet var Kvännaren en populär badsjö men på grund av övergödning har vassen tagit över allt mer. Tidigare förekom fritidsfiske i sjön men det har till följd av övergödningen minskat. I slutet av 1980-talet drabbade kräftpesten Kvännaren. Den höll i sig i flera år men är numera borta.
Över tio fiskarter befinner sig under Kvännarens vattenyta.

## Delavrinningsområde
Kvännaren ingår i delavrinningsområde (640210-154812) som SMHI kallar för Utloppet av Kvännaren. Medelhöjden är 23 meter över havet och ytan är 19,75 kvadratkilometer. Det finns inga avrinningsområden uppströms utan avrinningsområdet är högsta punkten. Avrinningsområdets utflöde Vassbäcksån mynnar i havet. Avrinningsområdet består mestadels av skog (38 procent), öppen mark (16 procent) och jordbruk (21 procent). Avrinningsområdet har 1,79 kvadratkilometer vattenytor vilket ger det en sjöprocent på 9 procent. Bebyggelsen i området täcker en yta av 2,85 kvadratkilometer eller 14 procent av avrinningsområdet.